# Carl Løvenskiold (lensbaron)
 Der er flere personer med dette navn, se Carl Løvenskiold (flertydig).
Carl Oscar Herman Leopoldus lensbaron Løvenskiold (29. april 1864 i København – 4. maj 1938 på Løvenborg) var en dansk diplomat og godsejer.

## Diplomat
Han var søn af baron Oscar Løvenskiold og sønnesøn af lensbaron Herman Løvenskiold. Løvenskiold blev 1882 student fra Roskilde Katedralskole, 1889 cand. jur., 1891 assistent i Udenrigsministeriet, 1895 legationssekretær i Paris, 1897 i Sankt Petersborg, 1899 atter i Paris, 1900 i Stockholm, 1905 legationssekretær i London, 1908 chargé d'affaires i Rom og fik 1910 afsked som legationsråd. Han blev 4. maj 1903 Ridder af Dannebrog, 1910 hofjægermester, var også kammerjunker og bar en række udenlandske ordener.

## Godsejer
Efter Herman Løvenskiolds død 1877 viste det sig, at baroniet var insolvent, og hans bo blev taget under fallitbehandling og baroniets administration overtoges af en kommission bestående af gehejmeråd C.A. Fonnesbech, grev Christian Albrecht Lerche til grevskabet Lerchenborg og amtmand, kammerherre C.L.A. Benzon. Dette betød, at Løvenskiolds ældste søn, Carl Herman Frederik Vilhelm Rammel baron Løvenskiold (1836-1917), i hele sin levetid var sat uden for indflydelse med hensyn til baroniets forvaltning. I 1909 blev Carl Løvenskiold administrator af baroniet, og han arvede det 1917. Det blev dog en kort fornøjelse, for baroniet blev afløst 20. oktober 1921, men han fortsatte med at eje Løvenborg til sin død 1938. Sønnen Fritz Løvenskiold (1911-1988) var nyder af en successorfond.

## Ægteskaber
Han var gift tre gange: 1. gang 29. april 1897 med Rigmor Marie Tvermoes (11. oktober 1879 på Frederiksberg – 9. september 1925 i Sverige), datter af direktør i Den alm. Brandforsikring for Landbygninger, etatsråd, cand. polyt. Godtfred Ferdinand Tvermoes og Mathilde Esskildsen. Ægteskabet blev opløst. Hun ægtede 2. gang 23. maj 1902 svensk herredsdommer, godsejer Sven Hugo Roger greve Hamilton (1871-1920) og 3. gang 1921 svensk gesandt, kammerherre, cand. jur., friherre Jonas Magnus Alströmer, 1877-1955)
2. gang ægtede han 8. juli 1910 i Kastelskirken Regitze baronesse Bille-Brahe (19. juli 1884 i Nørre Alslev – 4. maj 1960 i København), datter af hofjægermester Preben Vilhelm baron Bille-Brahe og Anna Sophie Elisabeth "Betty" Brun. 
3. gang ægtede han 2. august 1923 i Nødebo Kirke Ingeborg Helene Nathalie von Ellbrecht (7. februar 1878 i Hillerød – ?, gift 1. gang med Svend Grubbe-Gregersen), datter af ritmester Eberhard van Deurs von Ellbrecht og Emilie Petrine Grothusen.
Han er begravet på Nørre Jernløse Kirkegård.